# Блейдс, Кеннеди
	Кеннеди Алексис Блейдс (англ. Kennedy Alexis Blades; 4 сентября 2003, Чикаго, Иллинойс, США) — американская спортсменка, борец вольного стиля. Она прошла квалификацию, и представляла США на летних Олимпийских играх 2024 года в Париже. Серебряный призёр летних Олимпийских игр 2024 года. 

## Карьера
Блейдс родом из Чикаго, штат Иллинойс. В возрасте 4 лет она и её младшая сестра Корина начали брать уроки бразильского джиу-джитсу. Позже, в возрасте семи лет, она переключилась на вольную борьбу, присоединившись к небольшому клубу в этом районе. Поскольку там было не так много девочек, с которыми она могла бы бороться, она часто тренировалась против мальчиков. Она выиграла несколько чемпионатов, соревнуясь с мальчиками, в том числе стала первой девушкой, выигравшей титул чемпиона штата Иллинойс по версии IKWF в 2016 году.
Блэйдс и её сестра, также борец учились в Вайомингской семинарии в Пенсильвании, первую американскую среднюю школу, в которой была программа по борьбе для девочек. По её словам, поскольку в США не было женских школьных команд по борьбе, ей приходилось путешествовать по всему миру, чтобы получить опыт, так во время учебы в старшей школе она соревновалась с борцами из таких стран, как: Япония, Россия, Эстония, Австрия и Швеция. В 2018 году Блэйдс выиграла Первенство США среди кадетов, а также Первенство среди борцов U16, U17 и Первенство США среди юниоров в 2019 году.
В возрасте 17 лет Блэйдс заняла второе место на отборочных соревнованиях в США на летние Олимпийские игры 2020 года, проиграв Тамире Менсах-Сток, которая впоследствии выиграла олимпийское золото. После окончания средней школы она присоединилась к борцовскому клубу Sunkist Kids в Аризоне и поступила в Университет штата Аризона. В августе 2021 года в Уфе Блэйдс стала победителем Первенства мира среди девушек до 20 лет. В феврале 2023 года она выиграла турнир Ибрагима Мустафы в Александрии. В октябре 2023 года в Тиране, она проиграв в финале Ритике Худе из Индии стала серебряным призёром на чемпионате мира среди девушек до 23 лет. В 2024 году она победила олимпийскую медалистку 2020 года Аделайне Грей на отборочных соревнованиях в США, таким образом получив квалификацию на летние Олимпийские игры 2024 года.